# Mirassol Futebol Clube
 (janvier 2020).
Si vous disposez d'ouvrages ou d'articles de référence ou si vous connaissez des sites web de qualité traitant du thème abordé ici, merci de compléter l'article en donnant les références utiles à sa vérifiabilité et en les liant à la section « Notes et références ».
Maillots
Actualités
Mirassol Futebol Clube est un club de brésilien de football basé dans la ville de Mirassol, dans l’État de São Paulo.

## Histoire[1]
Le club été fondé le 9 novembre 1925 sous le nom de Mirassol Esporte Clube.
En 1960, un autre club est fondé dans la même ville, le Grêmio Recreativo e Esportivo Cultura (couramment appelé GREC). Les deux clubs deviennent rivaux jusqu’en 1963, alors qu’ils jouent en troisième division du championnat de l’État de São Paulo.
En 1964, le Mirassol Esporte Clube et le Grêmio Recreativo e Esportivo Cultura ont fusionné. Le nouveau club ainsi créé est baptisé le Mirassol Atlético Clube. Il a représenté la ville pendant 18 ans et a participé à 11 éditions du championnat Paulista.
En 1981, les membres du GREC et le conseil d’administration du club décident de mettre fin à leur partenariat. Dès l’année suivante, le Mirassol Futebol Clube revient sur les terrains de la troisième division du championnat Paulista. Le GREC, quant à lui, cesse définitivement ses activités.
En 1997, Mirassol remporte le premier titre de histoire : le titre de champion de troisième division du championnat de l’État de São Paulo.
En 2024, le club devient vice-champion en deuxième division et accède pour la première fois en Serie A.

## Stade
Le club joue ses matchs à domicile au stade José Maria de Campos Maia, qui possède une capacité de 14 534 places.